# Adolf Bucher
Adolf Bucher (* 18. November 1878 in Egolzwil; † 6. Dezember 1977 in Uetikon; katholisch, heimatberechtigt in Egolzwil) war ein Schweizer Politiker (SP).

## Leben
Adolf Bucher kam am 18. November 1878 in Egolzwil als Sohn des Wagners Lorenz Bucher  aus Geuensee und der Jakobea geborene Kupper zur Welt. Der Absolvent einer Mechanikerlehre arbeitete von 1905 bis 1917 in seinem erlernten Beruf in der Eidgenössischen Munitionsfabrik Thun. Anschliessend war er von 1917 bis 1933 Sekretär der Sektion Thun der Schweizerischen Metall- und Uhrenarbeiterverbands (Smuv). Daneben gehörte der Sozialdemokrat von 1910 bis 1918 dem Gemeinderat sowie von 1918 bis 1933 dem Stadtrat von Thun an. Parallel dazu war er von 1918 bis 1934 als Arbeitervertreter im Grossen Rat des Kantons Bern vertreten. Darüber hinaus nahm er von 1919 bis 1927 Einsitz in den Nationalrat.
1934 zog er sich aus der Politik zurück, übersiedelte nach Bern und stieg wieder in seinen ursprünglichen Beruf ein. Adolf Bucher, der 1912 Rosa geborene Liniger heiratete, starb am 6. Dezember 1977 im Alter von 99 Jahren in Uetikon.